# Eugène de Rozière
Marie Louis Thomas Eugène de Rozière est un historien du droit et homme politique français, né à Paris le 3 mai 1820 et mort dans la même ville le 18 juin 1896.

## Biographie
Ancien élève de l’École royale des chartes de 1842 à 1845 (date à laquelle il obtient le diplôme d'archiviste paléographe), il y est répétiteur d'histoire du droit de 1846 à 1851, discipline qu'il enseignera ensuite au Collège de France. Il est chef de cabinet de son beau-père Charles Giraud au ministère de l'instruction publique en 1851 et 1852. De 1859 à 1881, il est inspecteur général des Archives départementales. Il est élu à l'Académie des inscriptions et belles-lettres en 1871.
Conseiller général du canton de Serverette de 1858 à 1871, il est sénateur de la Lozère de 1879 à sa mort. Il siège au centre-gauche et intervient surtout sur les sujets d'enseignement supérieur.
Fils de Michel de Rozière, conseiller d'État, il est le petit-fils du juriste et homme politique Jean-Marie Pardessus et le grand-père maternel de Robert de Flers.

## Œuvre
- Numismatique des rois latins de Chypre, 1192-1489, Paris, 1847
- Recueil général des formules usitées dans l'empire des Francs du Ve au Xe siècle, 1859-1871
- Traité des lois de Théophraste, fragments recueillis et traduits par Eugène de Rozière, Rodolphe Dareste et Edouard Laboulaye (1870)